# Martin Tillman
Martin Tillman (* 6. November 1964 in Zürich) ist ein Schweizer Cellist und Komponist.

## Biografie
Martin Tillman lebt seit 1988 in den USA und ist verheiratet.
Er arbeitete im Laufe seiner Karriere als Musiker mit mehreren Bands und Künstlern zusammen, darunter Toto, Sting, Elton John, T Bone Burnett, Alison Krauss, Elvis Costello, Beck, B. B. King, Air Supply, Tarja Turunen oder Tracy Chapman. Darüber hinaus wurde er immer wieder als Solist beim Einspielen der Filmmusik verschiedener Filme eingesetzt. Darunter waren viele Arbeiten für Remote Control Productions, das Musikproduktionsunternehmen von Hans Zimmer. So ist er als Cellist im Soundtrack von Im Körper des Feindes, Mission: Impossible II, Nummer 23, Batman Begins oder Pirates of the Caribbean: Salazars Rache zu hören. Auch bei anderen Komponisten ausserhalb von Remote Control Productions wird er immer wieder eingesetzt.
Seit etwa der Jahrtausendwende arbeitet er auch als Filmkomponist, anfangs noch als Zuarbeiter von zusätzlicher Musik (englisch additional music). 2004 komponierte er als verantwortlicher Komponist dann die Musik zu dem Drama Admissions von Melissa Painter.
2016 veröffentlichte er ein Soloalbum mit dem Titel Superhuman, mit dem er auch auf eine Tournee ging.
Für seine Arbeit an Ring 2 wurde er 2005 zusammen mit Hans Zimmer und Henning Lohner für einen IFMCA Award nominiert. 2018 erfolgte eine Emmy-Nominierung für den Dokumentarfilm Cries from Syria.

## Filmografie (Auswahl)
- 2004: Admissions
- 2005: Ring 2 (The Ring Two)
- 2013: Brave Miss World
- 2015: Schellen-Ursli
- 2015: Last Knights – Die Ritter des 7. Ordens (Last Knights)
- 2017: Cries from Syria (Dokumentarfilm)